# العلاقات الغينية القرغيزستانية
العلاقات الغينية القيرغيزستانية هي العلاقات الثنائية التي تجمع بين غينيا وقيرغيزستان.

## مقارنة بين البلدين
هذه مقارنة عامة ومرجعية للدولتين:
| وجه المقارنة                                              | غينيا       | قيرغيزستان                      |
| --------------------------------------------------------- | ----------- | ------------------------------- |
| المساحة (كم2)                                             | 245.86 ألف  | 199.95 ألف                      |
| عدد السكان (نسمة)                                         | 12.72 مليون | 6.20 مليون                      |
| الكثافة السكانية (ن./كم²)                                 | 51.74       | 31.01                           |
| العاصمة                                                   | كوناكري     | بيشكك                           |
| اللغة الرسمية                                             | لغة فرنسية  | اللغة الروسية، اللغة القيرغيزية |
| العملة                                                    | فرنك غيني   | سوم قيرغيزستاني                 |
| الناتج المحلي الإجمالي (بليون دولار)                      | 10.50 مليار | 7.56 مليار                      |
| الناتج المحلي الإجمالي (تعادل القوة الشرائية) بليون دولار | 15.24 مليار | 20.45 مليار                     |
| الناتج المحلي الإجمالي الاسمي للفرد دولار أمريكي          | 531         | 1.10 ألف                        |
| الناتج المحلي الإجمالي للفرد دولار أمريكي                 | 1.22 ألف    |                                 |
| مؤشر التنمية البشرية                                      | 0.411       | 0.655                           |
| رمز المكالمات الدولي                                      | +224        | +996                            |
| رمز الإنترنت                                              | .gn         | .kg                             |
| المنطقة الزمنية                                           | 00          | ت ع م+06:00                     |

## منظمات دولية مشتركة
يشترك البلدان في عضوية مجموعة من المنظمات الدولية، منها:
| علم المنظمة | اسم المنظمة                        | تاريخ انضمام غينيا | تاريخ انضمام قيرغيزستان |
| ----------- | ---------------------------------- | ------------------ | ----------------------- |
|             | مؤسسة التنمية الدولية              | 26 سبتمبر 1969     | 24 سبتمبر 1992          |
|             | يونسكو                             | 2 فبراير 1960      | 2 يونيو 1992            |
|             | وكالة ضمان الاستثمار متعدد الأطراف | 5 أكتوبر 1995      | 21 سبتمبر 1993          |
|             | الأمم المتحدة                      | 12 ديسمبر 1958     | 2 مارس 1992             |
|             | الاتحاد البريدي العالمي            | ?                  | ?                       |
|             | البنك الدولي للإنشاء والتعمير      | 28 سبتمبر 1963     | 18 سبتمبر 1992          |
|             | منظمة التعاون الإسلامي             | ?                  | ?                       |
|             | منظمة حظر الأسلحة الكيميائية       | ?                  | ?                       |
|             | مؤسسة التمويل الدولية              | 22 أكتوبر 1982     | 11 فبراير 1993          |
|             | منظمة التجارة العالمية             | 25 أكتوبر 1995     | ?                       |
|             | منظمة الشرطة الجنائية الدولية      | ?                  | ?                       |

## وصلات خارجية
- موقع وزارة الخارجية القيرغيزستانية